# Giant Bomb
Giant Bomb ist eine amerikanische Computerspielewebsite, die Computerspielejournalismus in einem Comedy-Format bietet und eine angeschlossene Online-Community sowie ein Wiki integriert.

## Geschichte
Im Zuge der Gerstmann-Kontroverse verlor Jeff Gerstmann seine Anstellung bei GameSpot, da unter seiner Abteilungsleitung eine schlechte Bewertung des Titels Kane & Lynch: Dead Men einen Großsponsor abspringen ließ. Nach dessen Bekanntwerden kam es zum Review Bombing durch die aufgebrachte Internetgemeinschaft. Gerstmann gründete daraufhin seine eigene Website Giant Bomb zusammen mit Ryan Davis. CBS, der Haupteigentümer von GameSpot, übernahm 2012 das erfolgreiche Projekt wobei beide Websites zwar im gleichen Haus aber unabhängig voneinander arbeiteten. 2020 übernahm Red Ventures die CNET Mediengruppe zu der auch Giant Bomb gehörte, deren Marken 2022 wiederum von Fandom Inc. gekauft wurden.